# Волковиська височина

Вовковиська височина — частина південно-західного відгалуження Білоруського пасма, в межах Вовковиського, Свіслоцького, Берестовицького і Зельвенського районів Гродненської області. Площа 3,2 тисяч км².
Протяжність височини з заходу на схід 70 км, з півночі на південь 65 км. Максимальна висота 242 м. Сучасний рельєф утворений в Мінську в стадію созького льодовика. Переважає горбисто-увалистий рельєф. Поверхня височини розділена річковими долинами, западинами на ерозивні пасма та пагорби. 
Річкова мережа належить до басейну Німана (праві притоки Свіслочі, річки Россь, Зельвянка та інші). 
Під лісом 15% території. Переважають соснові з домішкою ялини, дуба, граба, ялинові-грабові та ясенево-кропивні ліси, діброви. По долинах річок сильно зарослі вербами луки. Під ріллею близько 50% території.

## Видобування кременю на височині в давні часи
Значним осередком видобутку кременю був район Волковиського узвишшя в Західній Білорусі, у долині річки Рось (притоки Німану), центром якого можна вважати Красне Село. Конкреції кременю видобували тут у покладах крейди. Виявлені ознаки кількох тисяч копалень, які розроблялися з середини IV – до останніх сторіч II тис. до Р.Х. Переважали добувні виробки вертикального типу, які розташовувались досить купчасто і сягали глибини 5 – 7 м. Спостерігається традиційне заповнення виробок пустою породою. Населення, за оцінкою археологів, мало чітко виражену професійну спеціалізацію, у якій домінував клан гірників. Численні готові вироби, а також напівфабрикати (заготівки) транспортувалися на значну відстань від копалень, зокрема на терени Балтійського узбережжя. Дослідники не виключають зв’язок і обмін досвідом гірників Кшемьонок і Красного Села. 